# Invånarhuset Saunabaari
Invånarhuset Saunabaari (finska: Maunalan Saunabaari) är ett finländskt invånarhus i stadsdelen Månsas i Månsas distrikt i Helsingfors.
Den nära nog kubformade byggnaden ritades av  Viljo Revell och uppfördes 1951 av det kommunala bostadsbolaget som offentliga bastulokaler och gemensamma tvättstugor. Inredningen ritades av Antti Nurmesniemi. I huset fanns också ölkaféet "Sauna". Bastun besöktes av upp till 500 badande per kväll.
Sedan omkring 1995 drivs det av Helsingfors stad socialförvaltning som ett service- och invånarhus för befolkningen i stadsdelen. På andra våningen finns samlings- och aktivitetslokaler och ett kafé.
På fasaden finns fortfarande kvar skylten "SAUNA" i stora bokstäver. Skylten restaurerades 2007.